# 占部城太郎
占部 城太郎（うらべ じょうたろう、1959年 - ）は、日本の生態学者。

## 人物
横浜生まれ。
2003年より東北大学大学院生命科学研究科 群集生態分野（水圏生態）教授。

### 研究分野
水圏生態学、陸水学、淡水生物学
奥多摩湖や琵琶湖など湖沼生態系を対象に、プランクトンを中心とした生物間相互作用や群集の構造や機能に関する研究に従事。成長繁殖をリン、窒素、炭素の量と構成比で記述することで生活史と物質循環を結びつけ、生態化学量論の基盤と発展に寄与した。

### 履歴
- 1982年 東京水産大学資源増殖学科卒業[1]
- 1987年 東京都立大学理学研究科博士課程 単位取得退学
- 1987年 千葉県立中央博物館　学芸研究員
- 1988年 東京都立大学　理学博士
- 1993年 東京都立大学 (1949-2011)　理学部生物学教室　助手
- 1994年 ミネソタ大学　生態進化行動学教室　客員研究員
- 1995年 京都大学生態学研究センター　助教授
- 2003年 東北大学 大学院生命科学研究科　教授
- 2019年-2022年　日本学術振興会学術システム研究センター 専門委員(生物班）

### 受賞等
- 2001年　生態学琵琶湖賞（滋賀県）[2]
- 2014年　生態学会賞[4]
- 2018年　ASLO Fellow[5] (米国 先進陸水海洋学会)

### 所属学会
- 日本生態学会（2018~2020: 第19期学会長）[6]
- 日本陸水学会（2022~ : 第17代会長）[7]
- 応用生態工学会（2022~第13・14期会長）[8]
- ASLO 米国 先進陸水海洋学会
- 米国生態学会
- 英国生態学会